# バード山

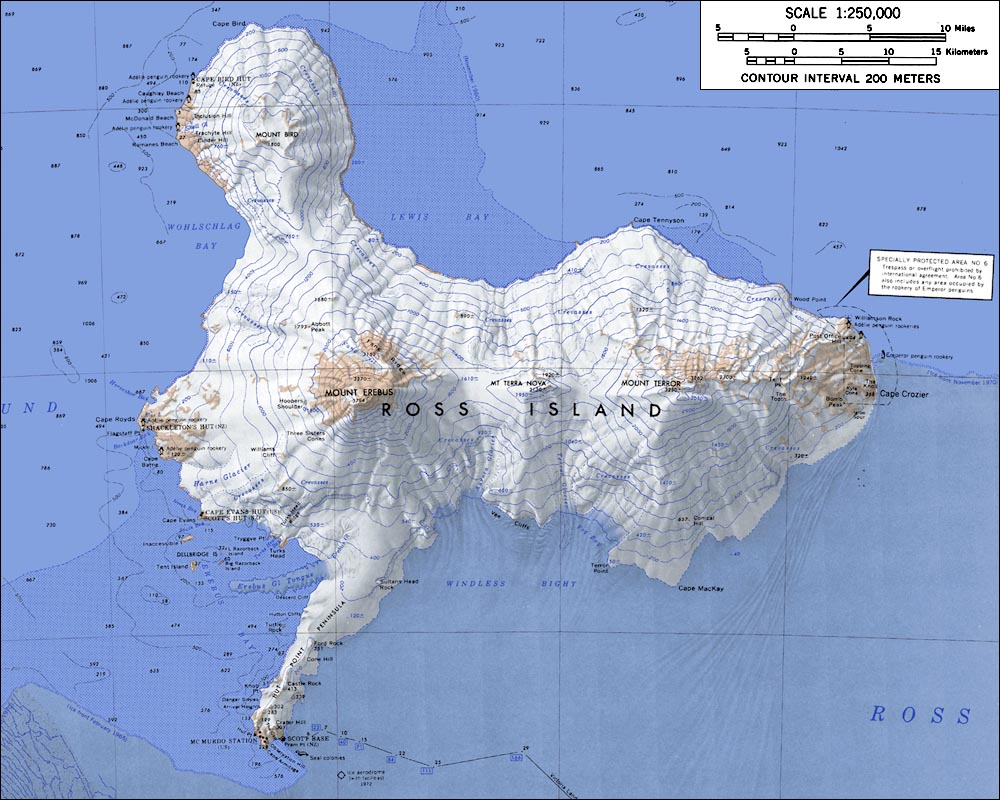
ロス島の地形図 (1:250,000縮尺)。
左上がバード山。
左下がエレバス山。
中央がテラ・ノバ山。
右がテラー山。

バード山（Mount Bird、バードさん）とは、南極のロス島の北端、バード岬の南およそ7マイル (11 km)にそびえる標高 1,765 m (5,791 ft)の楯状火山である。1901年から1904年にかけてロバート・スコットが率いたディスカバリー遠征の際に初めて地図に描かれ、バード岬にちなんで命名されたことは明らかである。山の斜面にはエンデバー・ピエモント氷河が流れる。
バード山の氷帽の西側には数個の突起がある。これらの一つはクオータナリティ・アイスフォールであり、シンダー丘陵の1マイル (1.6 km)南にあるヴォールシュラーク湾に急な角度で注ぐ。クオータナリティ・アイスフォールは1958年から1959年にかけてニュージーランドが派遣した遠征隊が初めて地図に描き、命名した。命名の由来は、ここに第四紀氷河時代に氷河によって運ばれた海洋の貝殻が存在し、終堆石の中に閉じ込められていることである。バード山の氷帽の西にある突起としては他にシェル氷河がある。